# Xian de Shangnan
Le xian de Shangnan (商南县 ; pinyin : Shāngnán Xiàn) est un district administratif de la province du Shaanxi en Chine. Il est placé sous la juridiction de la ville-préfecture de Shangluo.

## Démographie
La population du district était de 229 511 habitants en 1999.